# Злама кышья
◌ܹ (ܙܠܵܡܵܐ ܩܲܫܝܵܐ, злама кышья) — огласовка в сирийском письме.

## Использование
Используется только в восточносирийском (несторианском) письме, выглядит как две наклонных точки под буквой (◌ܹ) и обозначает [e] или [i]. В западносирийском письме ей соответствует рваса (◌ܶ).
В романизации ALA-LC передаётся как e, в сочетании с буквой йод — как é; в романизации BGN/PCGN передаётся как ē.

## Кодировка
Злама кышья была добавлена в стандарт Юникод в версии 3.0 в блок «Сирийское письмо» (англ. Syriac) под шестнадцатеричным кодом U+0739.